# One way ticket (to the blues)
One way ticket (to the blues) is een lied geschreven door Hank Hunter en Jack Keller. Het lied is vanaf 1959 een tiental keer opgenomen. Bekendste artiesten daarbij zijn Neil Sedaka, The Scarlets en Eruption. Een andere versie is die van Yvonne Keeley onder pseudoniem Ivy Christie.

## Neil Sedaka
Neil Sedaka was net gecontracteerd door muziekuitgeverij Aldon van Al Nevins en Don Krishner. Niet veel later werd Jack Keller aangenomen, juist op basis van de demo One way ticket. Het is dan ook niet vreemd dat Sedaka het nummer als eerste mocht opnemen. Het verscheen samen met Oh! Carol op een single in 1959. In de verschillende landen waar het nummer werd uitgebracht verschilde de keus tussen wat de titeldrager van het plaatje werd. De combinatie haalde de negende plaats in de Billboard Hot 100. In Italië, Nederland en België werd Oh! Carol de titeldrager, waarbij Oh! Carol in Italië de eerste plaats haalde. In Japan werd One way ticket titeldrager en werd daar nummer 1. In Nederland en België waren toen nog geen officiële hitparades, maar uit de lijsten die toen wel verschenen blijkt dat de combinatie Oh! Carol in beide landen goed verkocht. In Nederland stond het 23 weken genoteerd, in België  28 weken. In Nederland haalde het de eerste plaats, in België de tweede. In Engeland stond het 17 weken genoteerd, met als hoogste plaats de derde.
In 1980 verscheen van Oh! Carol een heruitgave met een andere B-kant.

### NPO Radio 2 Top 2000
One Way Ticket (Neil Sedaka) stond alleen in 1999 in de NPO Radio 2 Top 2000, op plek 1978.

## Eruption

#### Achtergrond
Begin 1979 verscheen de versie van Eruption eerst op single in het Verenigd Koninkrijk en Ierland. In maart volgde het Europese vasteland, in mei Australië en Nieuw-Zeeland en in juni de VS, Canada, Zuid-Afrika, Zimbabwe en Argentinië. In 1994 werd het nummer op cd-single uitgebracht.
Deze uit Engeland afkomstige groep kwam in 1977 in de muziekstal van de Duitse muziekproducent Frank Farian terecht, de man die Boney M en Milli Vanilli gecreëerd had. De versie van Eruption heeft daarom een geluid wat te vergelijken is met dat van Boney M. Deze versie had succes in tal van landen. De toevoeging To the blues is dan uit titel verdwenen.

### Hitnoteringen
Deze versie werd een wereldwijde hit en behaalde in Oostenrijk en Zwitserland de nummer 1-positie, Duitsland de 7e, Zweden de 8e, Australië de 10e, Nieuw-Zeeland en Zuid-Afrika de 32e, Argentinië, Denemarken en Finland de 2e, Frankrijk en Zimbabwe de 4e en in Ierland de 13e positie.
In Eruptions' thuisland het Verenigd Koninkrijk stond de plaat tien weken genoteerd en behaalde het de 9e positie in de UK Singles Chart.
In Nederland werd de plaat in het voorjaar van 1979 veel gedraaid op Hilversum 3 en werd een grote hit in de destijds drie landelijke hitlijsten op de nationale publieke popzender. De plaat bereikte de 4e positie in zowel de Nederlandse Top 40 als de TROS Top 50 en de 5e positie in de Nationale Hitparade. In de Europese hitlijst op Hilversum 3, de TROS Europarade, werd de 4e positie behaald.
In België bereikte de plaat de 3e positie in de Vlaamse Radio 2 Top 30 en de 2e positie in de voorloper van de Vlaamse Ultratop 50. In Wallonië werd géén notering behaald.

#### Nederlandse Top 40
| Hitnotering: 07-04-1979 t/m 16-06-1979 | Hitnotering: 07-04-1979 t/m 16-06-1979 | Hitnotering: 07-04-1979 t/m 16-06-1979 | Hitnotering: 07-04-1979 t/m 16-06-1979 | Hitnotering: 07-04-1979 t/m 16-06-1979 | Hitnotering: 07-04-1979 t/m 16-06-1979 | Hitnotering: 07-04-1979 t/m 16-06-1979 | Hitnotering: 07-04-1979 t/m 16-06-1979 | Hitnotering: 07-04-1979 t/m 16-06-1979 | Hitnotering: 07-04-1979 t/m 16-06-1979 | Hitnotering: 07-04-1979 t/m 16-06-1979 | Hitnotering: 07-04-1979 t/m 16-06-1979 | Hitnotering: 07-04-1979 t/m 16-06-1979 |
| Week:                                  | 1                                      | 2                                      | 3                                      | 4                                      | 5                                      | 6                                      | 7                                      | 8                                      | 9                                      | 10                                     | 11                                     |                                        |
| -------------------------------------- | -------------------------------------- | -------------------------------------- | -------------------------------------- | -------------------------------------- | -------------------------------------- | -------------------------------------- | -------------------------------------- | -------------------------------------- | -------------------------------------- | -------------------------------------- | -------------------------------------- | -------------------------------------- |
| Positie:                               | 29                                     | 21                                     | 11                                     | 6                                      | 4                                      | 4                                      | 5                                      | 9                                      | 11                                     | 20                                     | 33                                     | uit                                    |

#### Nationale Hitparade
| Hitnotering: 07-04-1979 t/m 23-06-1979 | Hitnotering: 07-04-1979 t/m 23-06-1979 | Hitnotering: 07-04-1979 t/m 23-06-1979 | Hitnotering: 07-04-1979 t/m 23-06-1979 | Hitnotering: 07-04-1979 t/m 23-06-1979 | Hitnotering: 07-04-1979 t/m 23-06-1979 | Hitnotering: 07-04-1979 t/m 23-06-1979 | Hitnotering: 07-04-1979 t/m 23-06-1979 | Hitnotering: 07-04-1979 t/m 23-06-1979 | Hitnotering: 07-04-1979 t/m 23-06-1979 | Hitnotering: 07-04-1979 t/m 23-06-1979 | Hitnotering: 07-04-1979 t/m 23-06-1979 | Hitnotering: 07-04-1979 t/m 23-06-1979 | Hitnotering: 07-04-1979 t/m 23-06-1979 |
| Week:                                  | 1                                      | 2                                      | 3                                      | 4                                      | 5                                      | 6                                      | 7                                      | 8                                      | 9                                      | 10                                     | 11                                     | 12                                     |                                        |
| -------------------------------------- | -------------------------------------- | -------------------------------------- | -------------------------------------- | -------------------------------------- | -------------------------------------- | -------------------------------------- | -------------------------------------- | -------------------------------------- | -------------------------------------- | -------------------------------------- | -------------------------------------- | -------------------------------------- | -------------------------------------- |
| Positie:                               | 27                                     | 29                                     | 10                                     | 11                                     | 8                                      | 5                                      | 6                                      | 9                                      | 14                                     | 19                                     | 29                                     | 38                                     | uit                                    |

#### TROS Top 50
Hitnotering: 29-03-1979 t/m 21-06-1979. Hoogste notering: #4 (2 weken).

#### TROS Europarade
Hitnotering: 31-03-1979 t/m 12-04-1979. Hoogste notering: #27 (1 week).

#### Vlaamse Radio 2 Top 30
In deze lijst werd Eruption van de eerste plaats afgehouden door Village People met In the navy en Boney M met Hooray Hooray
| Positie: | 24 | 17 | 23 | 23 | 15 | 6 | 3 | 3 | 7 | 3 | 6 | 8 | 15 | 22 | 26 | uit |

#### Vlaamse Ultratop 50
| Hitnotering: 24-03-1979 t/m 30-06-1979 | Hitnotering: 24-03-1979 t/m 30-06-1979 | Hitnotering: 24-03-1979 t/m 30-06-1979 | Hitnotering: 24-03-1979 t/m 30-06-1979 | Hitnotering: 24-03-1979 t/m 30-06-1979 | Hitnotering: 24-03-1979 t/m 30-06-1979 | Hitnotering: 24-03-1979 t/m 30-06-1979 | Hitnotering: 24-03-1979 t/m 30-06-1979 | Hitnotering: 24-03-1979 t/m 30-06-1979 | Hitnotering: 24-03-1979 t/m 30-06-1979 | Hitnotering: 24-03-1979 t/m 30-06-1979 | Hitnotering: 24-03-1979 t/m 30-06-1979 | Hitnotering: 24-03-1979 t/m 30-06-1979 | Hitnotering: 24-03-1979 t/m 30-06-1979 | Hitnotering: 24-03-1979 t/m 30-06-1979 | Hitnotering: 24-03-1979 t/m 30-06-1979 | Hitnotering: 24-03-1979 t/m 30-06-1979 |
| Week:                                  | 1                                      | 2                                      | 3                                      | 4                                      | 5                                      | 6                                      | 7                                      | 8                                      | 9                                      | 10                                     | 11                                     | 12                                     | 13                                     | 14                                     | 15                                     |                                        |
| -------------------------------------- | -------------------------------------- | -------------------------------------- | -------------------------------------- | -------------------------------------- | -------------------------------------- | -------------------------------------- | -------------------------------------- | -------------------------------------- | -------------------------------------- | -------------------------------------- | -------------------------------------- | -------------------------------------- | -------------------------------------- | -------------------------------------- | -------------------------------------- | -------------------------------------- |
| Positie:                               | 25                                     | 22                                     | 17                                     | 17                                     | 11                                     | 7                                      | 5                                      | 3                                      | 3                                      | 2                                      | 7                                      | 10                                     | 13                                     | 15                                     | 21                                     | uit                                    |

#### NPO Radio 2 Top 2000
One Way Ticket (Eruption) stond alleen in 2000 in de NPO Radio 2 Top 2000, op plek 1684.